# Philipp Schreiner
Philipp Schreiner (* 23. Februar 1846 in Tiefenthal; † 17. Februar 1914 in Triesdorf) war Wissenschaftler, Lehrer und Mitglied des deutschen Reichstags.

## Leben
Schreiner besuchte die Lateinschule in Grünstadt und absolvierte das Gymnasium in Zweibrücken. Danach studierte er Naturwissenschaften und Volkswirtschaft an den Universitäten Erlangen, München und Tübingen. Im Krieg gegen Frankreich war er Landwehr-Lieutenant des 5. Bayerischen Jägerbataillons. Von 1871 bis 1874 war er Assistent für Agrikulturchemie an der landwirtschaftlichen Zentralversuchsstation und an der landwirtschaftlichen Abteilung der technischen Hochschule in München. Ab 1874 war er in Triesdorf Lehrer für Naturwissenschaften an der Kreisackerbauschule und Vorstand der landwirtschaftlichen Versuchsstation für Mittelfranken. Weiter war er Mitglied des Bezirks- und Kreis-Komitees des landwirtschaftlichen Vereines.
1870 isolierte er aus Sperma die stickstoffhaltige Base Spermin, die ein Spaltungsprodukt des Zellkerns ist und wies nach, dass die bei Leukämie im Körper vorkommenden Charcotschen Kristalle das Phosphat dieser Base sind. Das Ergebnis veröffentlichte er 1878 unter dem Titel Ueber eine neue organische Basis in thierischen Organismen in Justus Liebigs Annalen der Chemie. Die Base wurde 1891 von Alexander Poehl aus Rinderhoden hergestellt.
Am 17. Januar 1880 wurde er in einer Nachwahl für den ausgeschiedenen Abgeordneten Gottfried von Feder im Wahlkreis Mittelfranken 5 (Gunzenhausen, Dinkelsbühl, Feuchtwangen) erstmals in den Deutschen Reichstag gewählt. Er übte dieses Mandat bis 1890 für die Nationalliberale Partei aus.